# Bulonga trilineata
Bulonga trilineata là một loài bướm đêm trong họ Geometridae.